# Jaime Hammer
Jaime Hammer (ur. 16 maja 1982 w Chicago) – amerykańska modelka.

## Pojawienia się w specjalnych edycjach Playboya
- Playboy's College Girls, kwiecień 2004 (okładka)
- Playboy's Nude College Girls, czerwiec 2004
- Playboy's Lingerie, lipiec/sierpień 2006
- Playboy's Nudes, październik 2004
- Playboy's Lingerie, listopad/grudzień 200
- Playboy's Hot Shots 2005, grudzień 2004
- Playboy's Sexy 100, kwiecień 2005
- Playboy's Vixens, kwiecień/maj 2005
- Playboy's Lingerie, czerwiec/lipiec 2005
- Playboy's Nude College Girls, lipiec/sierpień 2005
- Playboy's Lingerie, sierpień/wrzesień 2005
- Playboy's Hot Shots 2006, wrzesień 2005
- Playboy's Lingerie, grudzień/styczeń 2006
- Playboy's Nudes, styczeń 2006
- Playboy's Vixens, luty/marzec 2006
- Playboy's Vixens, kwiecień/maj 2006 (okładka)
- Playboy's Sexy 100, maj/czerwiec 2006
- Playboy's Vixens, czerwiec/lipiec 2006
- Playboy's Vixens, październik/listopad 2006
- Playboy's Lingerie, grudzień/styczeń 2007
- Playboy's Sexy 100, 2007